# Гризолия
Гризолия (итал. Grisolia) — коммуна в Италии, располагается в регионе Калабрия, подчиняется административному центру Козенца.
Население составляет 2392 человека, плотность населения составляет 48 чел./км². Занимает площадь 50 км². Почтовый индекс — 87020. Телефонный код — 0985.